# Poecilus szepligetii
Poecilus szepligetii – gatunek chrząszcza z rodziny biegaczowatych i podrodziny dzierowatych.

## Taksonomia
Gatunek ten opisany został po raz pierwszy w 1908 roku przez Ernő Csikiego pod nazwą Pterostichus szepligetii. Wyróżnia się w jego obrębie dwa podgatunki:
- Poecilus szepligetii havelkai Kult, 1949
- Poecilus szepligetii szepligetii Csiki, 1908

## Morfologia
Chrząszcz o wydłużonym ciele długości od 9,5 do 13,4 mm, ubarwionym czarno z czerwonomiedzianym połyskiem na pokrywach, a czasem także z niebieskofioletowym lub zielonym połyskiem metalicznym na przedpleczu lub z całym wierzchem metalicznie zielonym czy miedzistym. Czułki mają człony od pierwszego do trzeciego zaopatrzone w ostre kile, a barwa pierwszego jest częściowo czerwonobrązowa. Przedplecze jest duże, poprzecznie czworokąte, bardzo słabo ku tyłowi zwężone, o rozwartych i zaokrąglonych kątach tylnych oraz bardzo wąskich i na całej długości równie szerokich bruzdach wzdłuż krawędzi bocznych, które to krawędzie są wypukłe w części przedniej i niemal proste w tylnej. Na jego powierzchni występują dwie pary dobrze odciśniętych, podłużnych dołków przypodstawowych, z których zewnętrzne mają mniej lub bardziej owalny zarys. Podstawa przedplecza jest przynajmniej tak szeroka jak nasada pokryw. Pokrywy mają wyraźne ząbki w kątach barkowych. Para chetoporów (punktów szczecinkowych) przytarczkowych występuje zawsze. Na międzyrzędzie trzecim występuje od dwóch do czterech (zwykle trzy) chetoporów, zwykle umieszczonych blisko trzeciego rzędu. Skrzydła tylnej pary są skrócone. Rzędy pokryw są u podgatunku nominatywnego niewyraźnie punktowane, a u P. s. havelkai całkowicie pozbawione punktowania.  Odnóża cechują się stopami ze szczecinkami na spodzie ostatniego członu.

## Ekologia i występowanie
Gatunek palearktyczny. Podgatunek nominatywny znany jest z Ukrainy, Rumunii, południowoeuropejskiej i zachodniosyberyjskiej części Rosji oraz Kazachstanu. P. s. havelkai jest endemitem Słowacji, bardzo rzadko spotykanym, występującym wyłącznie w Karpatach Zachodnich na rzędnych powyżej 800 m n.p.m., na zachód dochodzącym do Wielkiej Fatry, zasiedlającym nasłonecznione pastwiska i przesieki.